# Hrymir
Hrymir é um deus nórdico do gelo e da destruição que virá no fim dos tempos para tomar a Terra e aterrorizar os mortais que ainda estiverem vivos. É descrito na mitologia nórdica como uma grandiosa criatura terrível, obscuro e que habita as profundezas geladas da região da Noruega. Ele e seu exército lutarão contra as valquírias e contra todos os deuses e sairão vencedores, pois é assim que terá de ser.